# Смагін Ігор Іванович
Ігор Іванович Смагін (нар. 27 листопада 1964) — український вчений, директор Комунального закладу «Житомирський обласний інститут післядипломної педагогічної освіти» Житомирської обласної ради, доктор педагогічних наук, кандидат наук з державного управління, доцент.
Заслужений працівник освіти України (2019).

## Навчання
І. Смагін народився в 1964 році.
З відзнакою закінчив Хмельницький електромеханічний технікум,  історичний факультет Кам'янець-Подільського державного педагогічного інституту ім. В. П. Затонського, а потім — Українську Академію державного управління при Президентові України.

## Наукова діяльність
В 2002 році захистив дисертацію «Інтегративна ідеологія та її роль у системі адміністративного реформування» та здобув науковий ступінь кандидата наук з державного управління.
В 2011 році в Інституті педагогіки Національної академії педагогічних наук України захистив дисертацію на тему «Методичні засади створення і функціонування підручників із суспільствознавчих предметів у загальноосвітній школі України (1920—1990 рр.)» та здобув науковий ступінь доктора педагогічних наук.
В листопаді 2014 року призначений на посаду ректора Комунального закладу «Житомирський обласний інститут післядипломної педагогічної освіти» Житомирської обласної ради.
- Коло наукових інтересів:
  - післядипломна педагогічна освіта,
  - методика навчання суспільствознавчих дисциплін,
  - управління освітою,
  - історія вітчизняного судноплавства і суднобудування.

### Публікації
І. Смагін — автор 90 наукових праць, серед яких три монографії та п'ять посібників для системи післядипломної педагогічної освіти, а також шкільні підручники з історії.
- Арешонков Володимир, Смагін Ігор  Анатомія вчительського професіоналізму. Київ : Видавничий дім "Києво-Могилянська академія", 2023. 616 с. : іл.
- Смагін Ігор Іванович. Інтегративна ідеологія та її роль у системі адміністративного реформування [Текст]: дис… канд. наук з держ. управління: 25.00.01 / Смагін Ігор Іванович ; Українська академія держ. управління при Президентові України. — К., 2002. — 219 арк. — арк. 174—193
- Смагін І. І. Соціально-правовий захист дитинства / І. І. Смагін, В. Ю. Арешонков, Т. М. Смагіна. — Житомир: ОІППО, 2006. — 374 с.
- Смагін І. І. Філософсько-правове осмислення сучасної освітньої діяльності / І. І. Смагін, В. Ю. Арешонков. — Житомир: ОІППО, 2004. — 147 с.
- Смагін І. І. Історія вітчизняного мореплавства: дослов'янський період / І. І. Смагін. — Житомир: ОІППО, 2006. — 368 с.
- Смагін І. І. Причини розробки та основні етапи становлення шкільного навчального предмета «Супільствознавство» на початку 60-х років ХХ ст. / І. І. Смагін // Вісник Житомирського державного університету імені Івана Франка. — 2008. — № 41. — С. 64–68.
- Смагін І. І. Практика підручникотворення зі шкільного курсу психології в ХІХ — на початку ХХ ст. / І. І. Смагін // Вісник Житомирського державного університету імені Івана Франка. — 2008. — № 40. — С. 86–91.
- Смагін І. І. Практика підручникотворення зі шкільного курсу логіки в ХІХ ст. / І. І. Смагін // Вісник Житомирського державного університету імені Івана Франка. — 2008. — № 39. — С. 79–85.
- Смагін І. І. Перший вітчизняний шкільний підручник з громадянської освіти Самуїла фон Пуфендорфа / І. І. Смагін // Вісник Житомирського державного університету імені Івана Франка. — 2008. — № 37. — С. 77–81.
- Смагін І. І. Шкільне суспільствознавство та підручникотворення з суспільствознавчих навчальних предметів у 20-і — 30-і роки ХХ століття / І. І. Смагін // Імідж сучасного педагога: Науково-практичний освітньо-популярний часопис Полтавського державного педагогічного університету імені В. Г. Короленка. — 2008. — № 5 — С. 111—115.
- Смагін І. І. Становлення шкільного правознавства та проблеми підручникотворення з правових предметів у ХІХ столітті / І. І. Смагін // Психолого-педагогічні проблеми сільської школи: збірник наукових праць Уманського державного педагогічного університету імені Павла Тичини / ред. кол.: Побірченко Н. С. (гол. ред.) та інші. — Умань: РВЦ «Софія», 2008. — Випуск 25. — 228 с. — С. 195—201.
- Смагін Ігор Іванович. Підручник із суспільствознавства в українській школі 1920—1990 рр.: проблеми створення і функціонування [Текст]: монографія / І. І. Смагін ; Житомир. обл. ін-т післядипломної пед. освіти. — Житомир: Полісся, 2010. — 411 с. : рис., табл. — Бібліогр.: с. 366—411. — 300 экз. — * Смагін Ігор Іванович. Методичні засади створення і функціонування підручників із суспільствознавчих предметів у загальноосвітній школі України (1920—1990 рр.) [Текст]: автореф. дис. … д-ра пед. наук : 13.00.02 / Смагін Ігор Іванович ; Ін-т педагогіки НАПН України. — К., 2011. — 40 с.
- Смагін Ігор Іванович. Соціально-правовий захист дитинства [Текст]: навч.-практ. посіб. / І. І. Смагін, В. Ю. Арешонков, Т. М. Смагіна ; Житомир. обл. ін-т післядиплом. пед. освіти. — Житомир: Полісся, 2011. — 342 с. — Бібліогр.: с. 314—342. — 150 экз. — ISBN 978-966-655-571-0
- Гупан Нестор Миколайович. Історія України [Текст]: підруч. для 7 кл. загальноосвіт. навч. закл. / Н. М. Гупан, І. І. Смагін, О. І. Пометун. — Київ: Освіта, 2015. — 223 с. : іл. — 26520 экз. — ISBN 978-617-656-417-1
- Гупан Нестор Миколайович. Історія України, [7 клас] [Текст]: підруч. для 7 кл. загальноосвіт. навч. закл. / Н. М. Гупан, І. І. Смагін, О. І. Пометун. — Київ: Освіта, 2016. — 223 с. : кольор. іл. — 15 030 экз. — ISBN 978-617-656-417-1
- Гупан Нестор Миколайович. Історія України [Текст]: підруч. для 7 кл. загальноосвіт. навч. закл. / Н. М. Гупан, О. І. Смагін, О. І. Пометун. — Київ: Освіта, 2017. — 223 с. : іл. — Назва обкл. : Історія України, 7. — 3020 экз. — ISBN 978-617-656-417-1

## Хобі
- Судномоделювання, історія вітчизняного судноплавства та суднобудування
- Смагін І.І. Історія давнього вітчизняного судноплавства та суднобудування. Житомир : Видавець О.О. Євенок, 2019. 414 с. : іл.
- Смагін І.І. Історія вітчизняного мореплавства ХІІІ-ХV ст. : галери і нави біля берегів Генуезької та Венеційської Газарій. Житомир : ТОВ "Видавничий дім Бук-Друк", 2024. 296 с. : іл.